# Глубокое Охотоморское землетрясение
Глубокое Охотоморское землетрясение — землетрясение магнитудой 8,3 произошло 24 мая 2013 года в 16:44 по местному времени (9:44 по московскому времени). Эпицентр землетрясения находился в точке с координатами 54,86° с. ш. 153,41° в. д. в акватории Охотского моря у западного побережья полуострова Камчатка, в 560 км к западу от Петропавловска-Камчатского. Гипоцентр подземного толчка находился на глубине около 600 км.
На Камчатке толчки ощущались с силой 5 баллов. Подземные толчки продолжались на полуострове в течение пяти минут. В зданиях раскачивалась мебель, многие люди выбегали из домов на улицу. Как сообщало Главное управление МЧС по Камчатскому краю, пострадавших и разрушений в результате мощного землетрясения нет. Толчки силой 2 балла достигли Москвы.
Толчки силой 4—5 баллов ощущались и на Сахалине и Курильских островах. В Северо-Курильске (Парамушир) работники прибрежных предприятий были эвакуированы, по громкоговорителям была объявлена тревога цунами, которая позже была снята.
Землетрясение в Охотском море относится к классу глубоких землетрясений, и признано самым мощным в этом классе. При этом геологи зафиксировали рекордную скорость распространения разломов в земных породах. Из-за большой глубины очага землетрясение ощущалось на большей части территории России — в Москве, Нижнем Новгороде, Новосибирске, Красноярске, на территории озера Байкал и Хабаровске.